# Primeiros socorros

A Estrela da Vida, símbolo usado nas ambulâncias de emergência de diversos países para significar os seis estágios do socorro pré-hospitalar.

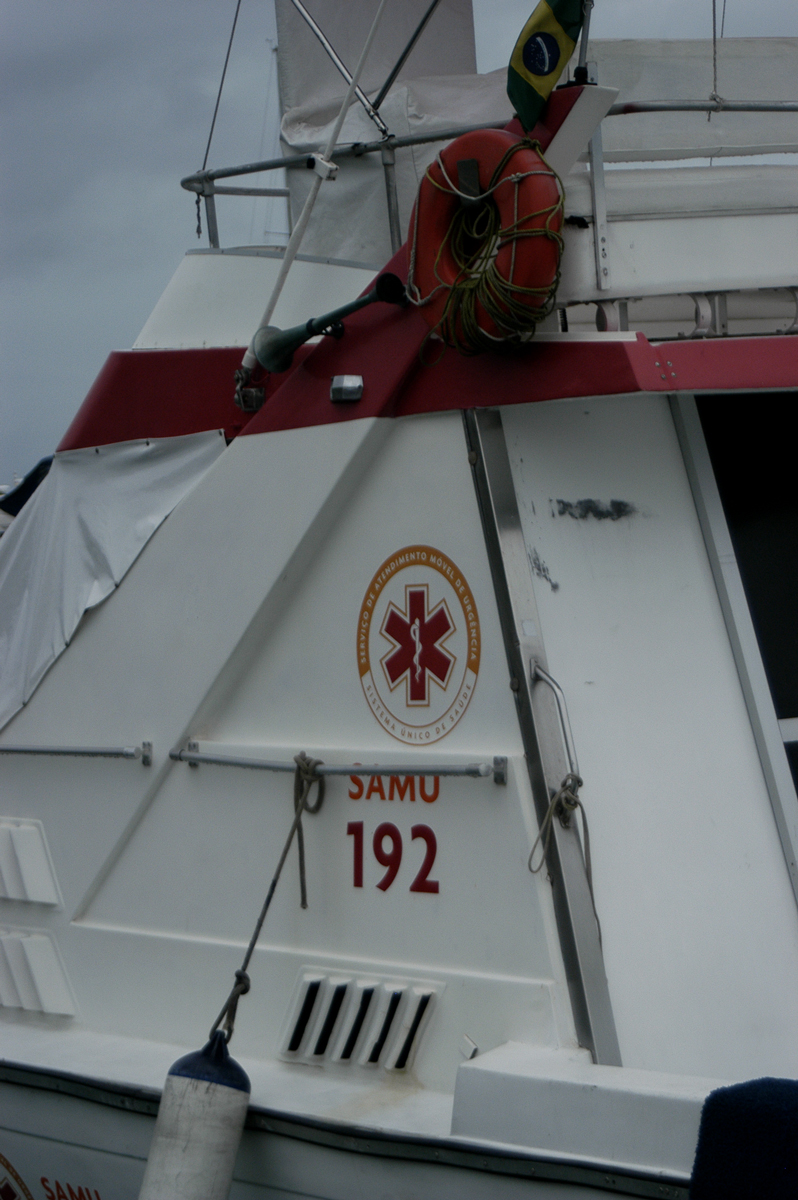
SAMU 192 - Lancha de salvamento

De acordo com a Federação Internacional das Sociedades da Cruz Vermelha e do Crescente Vermelho, define-se os primeiros socorros como a prestação e assistência médica imediata a uma pessoa  ou uma ferida até à chegada de ajuda profissional. Centra-se não só no dano físico ou de doença, mas também no atendimento inicial, incluindo o apoio psicológico para pessoas que sofrem emocionalmente devido a vivência ou testemunho de um evento traumático.
Diversas situações podem precisar de primeiros socorros. As situações mais comuns são atendimento de vítimas de acidentes automobilísticos, atropelamentos, incêndios, tumultos, afogamentos, catástrofes naturais, acidentes industriais, tiroteios ou atendimento de pessoas que passem mal: apoplexia (ataque cardíaco), ataques epilépticos, convulsões, etc. Tão importante quanto os próprios primeiros socorros é providenciar o atendimento especializado. Ao informar as autoridades, deve-se ser direto e preciso sobre as condições da(s) vítima(s) e o local da ocorrência; no caso dos países subdesenvolvidos da África deve-se também informar o número telefônico do socorrista, devido a alguns défices no sector da informática de localizações.

## Conceitos e definição

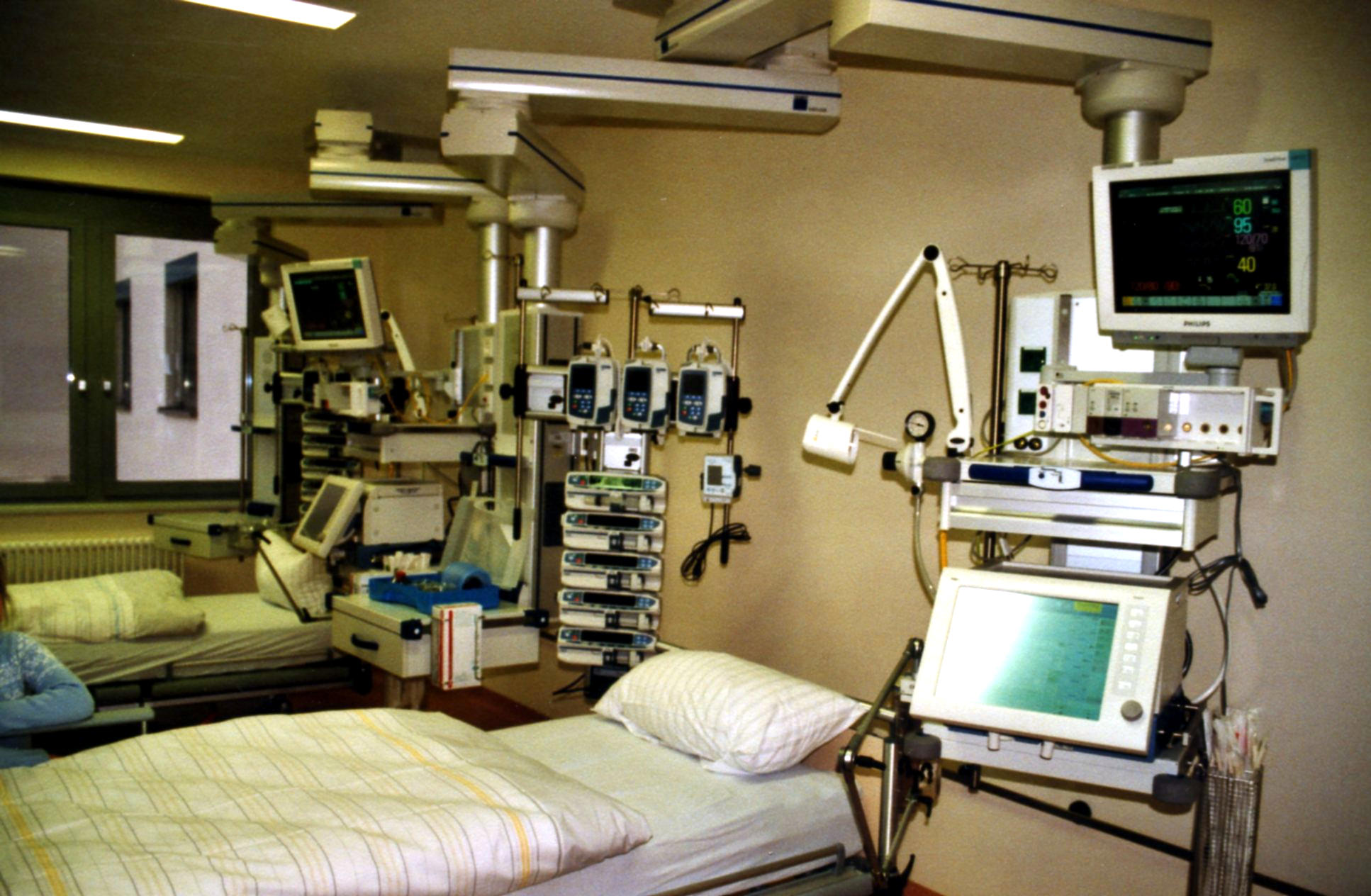
Unidade de terapia intensiva

Os primeiros socorros referem-se ao atendimento temporário e imediato de uma pessoa que está ferida ou adoeceu repentinamente. Também podem envolver o atendimento em casa quando não se pode ter acesso a uma equipe de resgate ou quando técnicos em emergência médica (TEM) não chegam. Trata-se de procedimentos de urgência, os quais devem ser aplicados a vítimas de acidentes, mal súbito ou em perigo de vida, com o intuito de manter sinais vitais. Os procedimentos não substituem o médico, o enfermeiro ou a equipe técnica. Na verdade, um dos principais fundamentos dos primeiros socorros é a obtenção de assistência médica em todos os casos de lesão grave. O socorro tende a ser prestado sempre que a vítima não tem condições de cuidar de si própria, recebendo um primeiro atendimento e logo acionando-se o atendimento especializado.

## Avaliação das condições gerais da vítima
Todo procedimento de primeiros socorros deve começar com a avaliação das condições da vítima. Sua avaliação é particularmente vital para fornecer a ajuda correta à vítima: em casos de regiões selvagens, talvez o equipamento necessário para o socorro tenha que ser carregado por quilômetros em terreno irregular.
Atitudes de coragem ou medo são reações bastante compreensíveis. Algumas pessoas não se manifestam pois não sabem o que fazer, enquanto outras, sabendo ou não, podem se apresentar paralisadas pelo pânico ou pelo medo, ficando incapazes de tomar qualquer atitude.

## Assistência

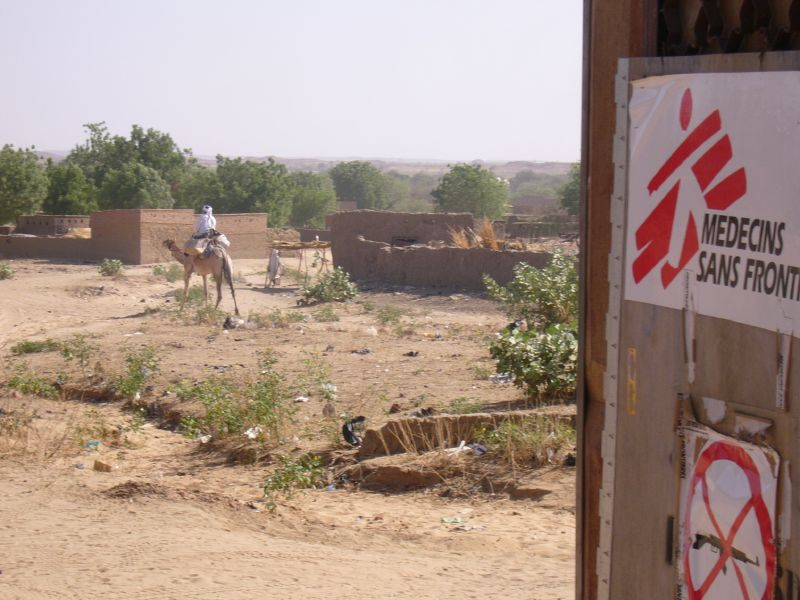
Os Médicos sem Fronteiras são uma organização não-governamental que presta assistência médica internacional.

Segundo o médico oncologista brasileiro Drauzio Varella, "diante de um acidente, qualquer pessoa com pouco conhecimento e técnica pode prestar os primeiros socorros e evitar o agravamento do problema, até que a vitima receba atendimento especializado." O Comitê Internacional da Cruz Vermelha atende os feridos quando as condições decorrentes de guerras impedem que o atendimento médico seja prestado por organismos médicos públicos. Existem muitas organizações médicas como os Médicos sem Fronteiras (MSF), uma organização não-governamental, que atua na proteção de refugiados através de seus campos e assistências médica. Em geral, a MSF oferece tratamentos contra a desnutrição, cuidados de saúde básica, vacinação e saúde mental, além de construir latrinas e postos nos quais a água encontrada em locais próximos ao campo — geralmente contaminada — é tratada e distribuída às famílias. Em Moçambique, na África, cerca de 85 bebês são infectados pelo vírus da imunodeficiência humana (HIV) todos os dias. Existem cerca de 100 voluntários brasileiros membros dos MSF espalhados no mundo, a maioria na África. Em Moçambique, as missões da organização iniciaram-se em 1985 e se concentram no combate à síndrome da imunodeficiência adquirida (Aids). Em 1986 foi oficialmente registado o primeiro caso de AIDS em Moçambique. Nos finais de 1992, o número aumentou para 662. De acordo com as estimativas do programa Nacional de Combate às DTS/SIDA, até ao final de 1998, existiam em Moçambique 1 140 000 pessoas infectadas. Mais de 100 000 pessoas já faleceram devido à AIDS, segundo dados da UNAIDS de Junho de 2000.
Tais como os voluntários dos Médicos sem Fonteiras, existem ainda os Capacetes Brancos, corpos de voluntários civis para trabalhos humanitários e os Capacetes Azuis, criado pela Organização das Nações Unidas. Eles constituem um grupo de soldados de diversas origens que representam a Comunidade Internacional e se interpõem entre os contedores ou levam ajuda às populações açoitadas pela guerra e pela fome. Em março de 1961, seis meses após o início de seu mandato, John F. Kennedy fundou o Corpo da Paz, uma agência de voluntários em países em desenvolvimento, com a organização, jovens norte-americanos poderiam transformar seus ideais nacionais em ganhos internacionais — tanto para cidadãos de países hostis quanto para os Estados Unidos.

## Desmaio
O desmaio é provocado por falta de oxigênio ou 'açúcar' (glicose) no cérebro, a que o organismo reage de forma automática, com perda de consciência e queda do corpo. Tem diversas causas: excesso de calor, fadiga, falta de alimentos, etc, e é caracterizada por palidez, suores frios, falta de forças e pulso fraco. Recomenda-se deixar a vítima em estado de repouso, deitada, sempre acomodando-a.

## Estado de choque circulatório
O choque é uma situação em que algumas alterações no corpo podem levar à morte. O caso de vítima de estado de choque manifesta-se de diferentes formas. A vítima pode apresentar diversos sinais e sintomas, ou apenas alguns deles, dependendo da intensidade de cada caso. O quadro clínico é praticamente o mesmo, não importa a causa que desencadeou o estado. Tal estado é uma situação grave, acontece quando o fluxo sanguíneo para as células do corpo diminui, podendo ter consequências tais como insuficiência no abastecimento de nutrientes e oxigênio. Este caso requer atendimento médico imediato, podendo ser aplicada, também, manobra de profilaxia ao estado de choque.

## Queimaduras

### Definição

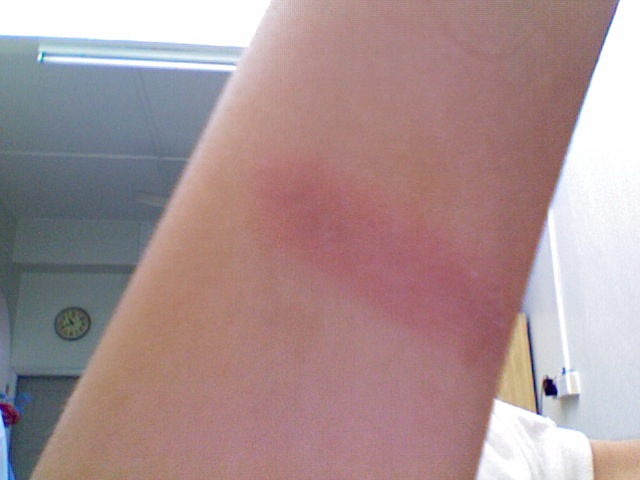
Queimadura de primeiro grau causada 19 horas após um acidente de cozinha.

Uma queimadura pode ter vários graus de gravidade e esta pode ser considerada grave quando as suas características fazem com que seja necessária uma consulta médica ou a hospitalização. A gravidade da queimadura depende de vários fatores: do local atingida pela queimadura, extensão da queimadura, profundidade, natureza ou causa da queimadura e da fragilidade do indivíduo. A queimadura está entre as lesões mais comuns ocorridas dentro de uma residência – principalmente na cozinha. Segundo as dermatologistas Denise Steiner e Márcia Purceli "não existe produto ou receita caseira que alivie na hora nem as dores e nem as lesões causadas pela queimadura.
A complicação mais imediata de uma queimadura grave é o estado de choque e a paragem cardiovascular, causados pela dor, pela perda de plasma em correspondência com a zona queimada e pelas substâncias libertadas pelos tecidos lesionados.
As complicações tardias são de dois tipos: a infecção da queimadura; uma cicatrização insuficiente que requer um enxerto cutâneo.

### Classificação das queimaduras
O sistema de avaliação utilizado para descrever a gravidade das queimaduras baseia-se no número de camadas de tecido envolvidas. As queimaduras mais graves destroem não apenas camadas de pele e tecido subcutâneo, mas também tecidos subjacentes. Podem possuir características causadas por produtos químicos, como produtos corrosivos que podem ser bases fortes ou de origem ácida, tais como o álcool ou a gasolina, bases e ácidos. Ou por intermédio de produtos físicos como o calor ou o frio, através de exposição, condução ou radiação eletromagnética, existem ainda as de origem biológica como animas: água-viva, lagarta-de-fogo e a medusa. Passados os primeiros socorros, também é preciso tomar uma série de cuidados nos dias seguintes. Bolhas formam uma proteção natural ao local e não devem ser estouradas, porque isso aumenta o risco de infecção do local. O uso do algodão também não é indicado, porque ele pode grudar nos ferimentos.
Queimaduras de 1º grau são as queimaduras menos graves; apenas a camada externa da pele (epiderme) é afetada. A pele fica avermelhada e quente e há a sensação de calor e dor (queimadura simples), causa algum desconforto e o avermelhamento da pele, a destruição do tecido é mínima.

## Entorses
A entorse é uma lesão nos tecidos moles (cápsula articular e/ou ligamentos) de uma articulação. Manifesta-se por uma dor na articulação, gradual ou imediata, um inchamento na articulação lesada e pela incapacidade do lesado para mexer a articulação.
As entorses se originam de movimentos bruscos, traumatismos, má colocação do pé ou de um simples tropeçar que force a articulação a um movimento para o qual ela não está preparada. Pode igualmente acontecer de uma intensa tração, a que o ligamento seja submetido, provocar o seu estiramento ou ruptura e que isso chegue a arrancar um pequeno fragmento ósseo.

## Fraturas
Uma fratura é caracterizada por uma dor intensa no local, inchaço, falta de força, perda total ou parcial dos movimentos, e encurtamento ou deformação do membro lesionado.
Em caso de fratura ou suspeita de fractura, o osso deve ser imobilizado. Qualquer movimento provoca dores intensas e deve ser evitado.

## Choques elétricos
A morte causada por eletricidade é também conhecida como eletrocussão e consiste na passagem de uma corrente eléctrica pelo corpo. A electrocussão pode provocar a morte instantânea, perda dos sentidos mais ou menos prolongada, convulsões e queimaduras no ponto de contato.
É necessário tomar cuidado com quem está sujeito ao choque, tocá-lo pode ser perigoso. O ideal é pegar num objecto constituído por borracha pois conduzem pouco a eletricidade,ou uma madeira seca para afastá-lo do objeto que lhe dá o choque, e verificar os sinais vitais da vitima. Caso esta se encontre em paragem cardiorrespiratória deve-se retirar os objetos adjacentes a esta como por exemplo dentaduras, óculos, etc… desapertar a roupa e expor o tórax, e proceder então à reanimação colocando sobre o tórax as duas mãos sobrepostas e realizar 30 compressões seguidas de suas insuflações. Se a vitima estiver inconsciente mas com pulso e a ventilar deve-se colocá-la em PLS e contactar um serviço de emergência (192 ou 193, no Brasil e 112, em Portugal) para obter transporte ao Hospital mais próximo.
De acordo com o novo protocolo da NSC (National Safety Concil), temos quatrograus de queimaduras, sendo que o 4.º grau corresponde aos acidentes com eletricidade, percebendo-se que nestes casos exista perda de membros.

## Transporte de vítimas
O transporte de vítimas é um procedimento arriscado que muitas vezes, na tentativa de ajudar, a pessoa acaba agravando um quadro estável, recomenda-se que em casos de vítima grave, com possível lesão na medula, movimenta-se a vítima o menos possível. Em caso de vítima de mal-estar, desmaio ou intoxicação leve-se a vítima "no colo colocando um braço por baixo dos joelhos e o outro em torno das costas dela." Recomendações posteriores incluem para que pessoas não se impressionem com a gravidade, a avaliação é que as lesões possam ser "cuidadas rapidamente". A Triagem é o procedimento pelo qual doentes e feridos são classificados de acordo com o tipo de ocorrência e suas condições.